# Pilar Blasco
Pilar o Pili Blasco (Barcelona, 1 de diciembre de 1921-19 de septiembre de 1992) fue una historietista e ilustradora española, célebre por sus historietas en revistas para niñas de los años 40 hasta el 1965.

## Biografía
Perteneció a la saga historietista de los "hermanos Blasco" junto a Jesús, Alejandro y Adriano Blasco. Inició su carrera en 1942 en Mis Chicas, donde realizaba las historietas de la muñeca Mariló, mascota del semanario, e ilustraba los cuentos de hadas de José Canellas Casals, como El Castillo de Oro. Tres años después, se publicaba el álbum de tapa dura titulado La princesa de las manos de oro".
Ocasionalmente también trabajó para otras revistas de la editora Consuelo Gil, como Chicos, pero sobre todo Florita, donde creó en 1947 La aventuras de Lalita. En ella reflejaría, según cierta crítica, "el ambiente casero y mojigato del cómic femenino de la España de siempre".
A finales de los años 50 interrumpió su producción profesional aunque realizó colaboraciones esporádicas en publicaciones como Aquí Marilín (1963).
En 2015 en el 33 Salón Internacional del Cómic de Barcelona se recuperó el legado de las diseñadoras de cómic femenino español, entre ellas el trabajo de Pilar por iniciativa de la Asociación de Autoras de Cómic (ACC).

## Obra
El especialista Salvador Vázquez de Parga ha destacado que

su sensibilidad femenina, la delicadeza y el encanto de sus dibujos, compaginaban perfectamente con lo que entonces se entendía por una revista para niñas.

Su estilo, heredero del modernismo y Beardsley, influyó en todos los tebeos posteriores para mujeres centrados en lo maravilloso.